# انفونت تالين
نادي انفونت تالين لكرة القدم (Football Club Infonet Tallinn) هو نادي كرة قدم إستوني من مدينة تالين تأسس سنة 2002، يلعب حالياً في الدوري الإستوني الممتاز منذ عام 2013. فاز في عام 2016 بلقب الدوري الممتاز.

## الألقاب

### الدوري
- الدوري الممتاز
  - البطل (1): 2016
- دوري الدرجة الثانية
  - البطل (1): 2012
  - الوصيف (1): 2011

### الكأس
- كأس إستونيا
  - البطل (1): 2016-17
- كأس السوبر الإستوني
  - البطل (1): 2017

## وصلات خارجية
- الموقع الرسمي